# كينباك-1
كينباك-1 يعتبر عند متحف تاريخ الحاسوب ومتحف الحاسوب الأمريكي أنه «أول حاسوب شخصي» (مع أن داتابوينت 2200 ربما اخترع أولا أو بيع أولا أو الاثنان، لكن التواريخ ليست محددة). معلومات قليلة جدًا معروفة عن كينباك-1 لأن فقط حوالي 40 ماكينة صنعت وبيعت. صمم واخترع كينباك-1 جون بلانكنبيكر من مؤسسة كينباك (بالإنجليزية: Kenbak Corporation)‏ في 1970. بيع أول كينباك-1 في أول سنة 1971، مقابل 750 دولار أمريكي. في 1973 توقف إصدار كينباك-1 لأن مؤسسة كينباك أفلست.

## وصلات خارجية
- – موقع كينباك-1 الرسمي
- فيديو